# Mario Omar Méndez
Mario Omar Méndez (11 maggio 1938 – Montevideo, 1º luglio 2020) è stato un calciatore uruguaiano, di ruolo difensore.

## Carriera

### Nazionale
Nel 1959 partecipò con la nazionale maggiore al Campeonato Sudamericano de Football svoltosi in Ecuador, che vinse senza però mai scendere in campo.

## Palmarès

### Nazionale
- Coppa America: 1

Ecuador 1959